# ۲۳۴ (عدد)
۲۳۴ یک عدد طبیعی است که بعد از ۲۳۳ و قبل از ۲۳۵ قرار دارد.